# HMS Valiant (1807)
Pour les autres navires du même nom, voir HMS Valiant.
Le HMS Valiant est un vaisseau de 74 canons en service dans la Royal Navy au début du XIXe siècle.

## Conception et construction
Le HMS Valiant est le cinquième des onze navires de la classe Repulse. Commandé le 24 janvier 1805 et construit par le chantier Perry, Wells & Green de Blackwall à partir d'avril 1805, il est lancé le 24 janvier 1807. Long de 174 pieds (soit environ 53 m), large de 47 pieds et 4 pouces (soit environ 14,4 m) et d'un tirant d'eau de 20 pieds (soit environ 6,1 m), il déplace 1 718 tons.
Le pont-batterie principal est armé avec 28 canons de 32 livres et le pont-batterie supérieur avec 28 canons de 18 livres. Le navire embarque de plus 4 canons de 12 livres et 10 caronades de 32 livres sur ses bastingages et 4 canons de 12 livres et 2 caronades de 32 livres sur son gaillard d'avant. 

## Service actif
Le 2 février 1810, le HMS Valiant capture à l'entrée du golfe de Gascogne la Confiance, ancienne frégate de 30 canons reconvertie au commerce.

## Dernières années
Le HMS Valiant est démoli en 1823.